# Myodes rex
Myodes rex (лат.) — вид из рода лесных полёвок семейства Cricetidae. Обитает на больших высотах на острове Хоккайдо в Японии и на более низких высотах на близлежащих небольших островах. Естественная среда обитания — леса умеренного пояса.

## Распрoстранение
Myodes rex встречается в юго-западной части Хоккайдо в горах Хидака, вулканической группе Тайсецудзан, горах Тешио и горах Китами, а также в провинции Сирибэси, субпрефектуре Осима и субпрефектуре Хияма, на островах Рисири и Ребун, а также на острове Шикотан на Курилах и острове Зелёном (или Шибоцу, острова Хабомаи). Встречается в лесах и является адаптируемым видом. Генетическая популяционная структура на Хоккайдо довольно хорошо выражена, при этом в разных регионах представлены различные генетические линии.
В 1972 году Ё. Имаизуми описал ещё один вид Clethrionomys montanus с горы Порошири на хребте Хидака, остров Хоккайдо, 970 метров над уровнем моря. Позднее он был сведён в синонимы M. rex.
Н. И. Абрамсон с соавторами показали, что одна из полёвок, отловленных на острове Сахалин в окрестностях посёлка Сокол, и предварительно определённых как красно-серая (M. rufocanus), имела последовательность мтДНК сходную с M. rex. При этом, судя по первоописанию шикотанской полёвки (Clethrionomys sikotanesis), сделанному Токудой, типовой экземпляр этого вида имеет упрощённую структуру коронки третьего верхнего коренного, типичную для континентальных красно-серых полёвок. Таким образом по мнению Н. И. Абрамсон и соавторов название М. sikotanesis младший синоним M. rufocanus. Экземпляры  c юга Сахалина, которых А. П. Кузякин называл Clethrionomys microtinus (nomen nudum ?), по структуре коронки сходны с M. rex и должны быть отнесены к этому виду. Однако название Clethrionomys microtinus рассматривается как nomen nudum, так как не сопровождалось описанием, и не имеет приоритета над Clethrionomys rex.

### История ареала
По мнению К. Каваи с соавторами предок Myodes rex, близкий к красно-серой полевке, проник на Хоккайдо и близ лежащие острова во время морской трансгрессии в среднем плейстоцене 0.8-0.4 миллиона лет назад. После чего во время последнего ледникового максимума 100-200 тысяч лет назад остров Хоккайдо ещё раз был колонизирован c континента  Myodes rufocanus и Myodes rutilus. В настоящее время на острове встречаются все три вида.

## Статус
Несмотря на то, что общая площадь ареала составляет менее 20 000 квадратных километров, и вид считается редким. Myodes rex включена в список «вызывающих наименьшее беспокойство» Международным союзом охраны природы, потому что популяция, по-видимому, стабильна, полёвка не сталкивается с серьезными угрозами и присутствует на некоторых охраняемых территориях.